# 贺勐河
贺勐河是中华人民共和国云南省沧源佤族自治县的一条河流，属澜沧江水系。发源于岩帅镇公叠丁山，呈稍西北流向，流经岩帅镇后在勐省坝与拉勐河交汇形成勐省河。全长25千米，流域面积184平方千米，年径流量1亿立方米。落差大，水流急。

## 资料来源
1. ↑  沧源佤族自治县民族中学地理室; 沧源佤族自治县交通局. . 昆明: 云南科技出版社. 2002年12月: 18-19. ISBN 7-5416-1753-9.